# Tortello amaro di Castel Goffredo
Il tortello amaro di Castel Goffredo è un tipo di pasta ripiena simile al raviolo ed è un prodotto agroalimentare tradizionale riconosciuto dalla Regione Lombardia, tipico del solo territorio di Castel Goffredo in provincia di Mantova.

## Tipicità
Viene così chiamato per la presenza nel ripieno della balsamita, un'erba aromatica localmente chiamata erba amara, detta anche erba di San Pietro. Gli altri ingredienti per il ripieno sono erbette, formaggio grana, pane grattugiato, uova, noce moscata, salvia, cipolla, aglio e sale. Per la preparazione della pasta fresca si adotta una ricetta tradizionale, ovvero 10 uova per 1 kg di farina. La sfoglia ottenuta viene farcita col ripieno, ripiegata e rifinita manualmente, ottenendo così per ogni tortello una caratteristica forma triangolare schiacciata.
Una volta cotti in acqua salata, i tortelli vengono serviti con una spolverata di formaggio grana ed un cucchiaio di burro fuso aromatizzato con salvia.

## Sagre gastronomiche
Nella terza settimana di giugno, a Castel Goffredo si svolge la tradizionale "Festa del Tortello amaro di Castel Goffredo". Nel 2016 il Tortello amaro di Castel Goffredo è entrato a far parte della comunità Slow Food e nel 2025 ha ottenuto il riconoscimento del marchio “Sagra di Qualità”, istituito dall'Unione Nazionale Pro Loco d'Italia.